# Sint-Agathakerk (Berlingen)

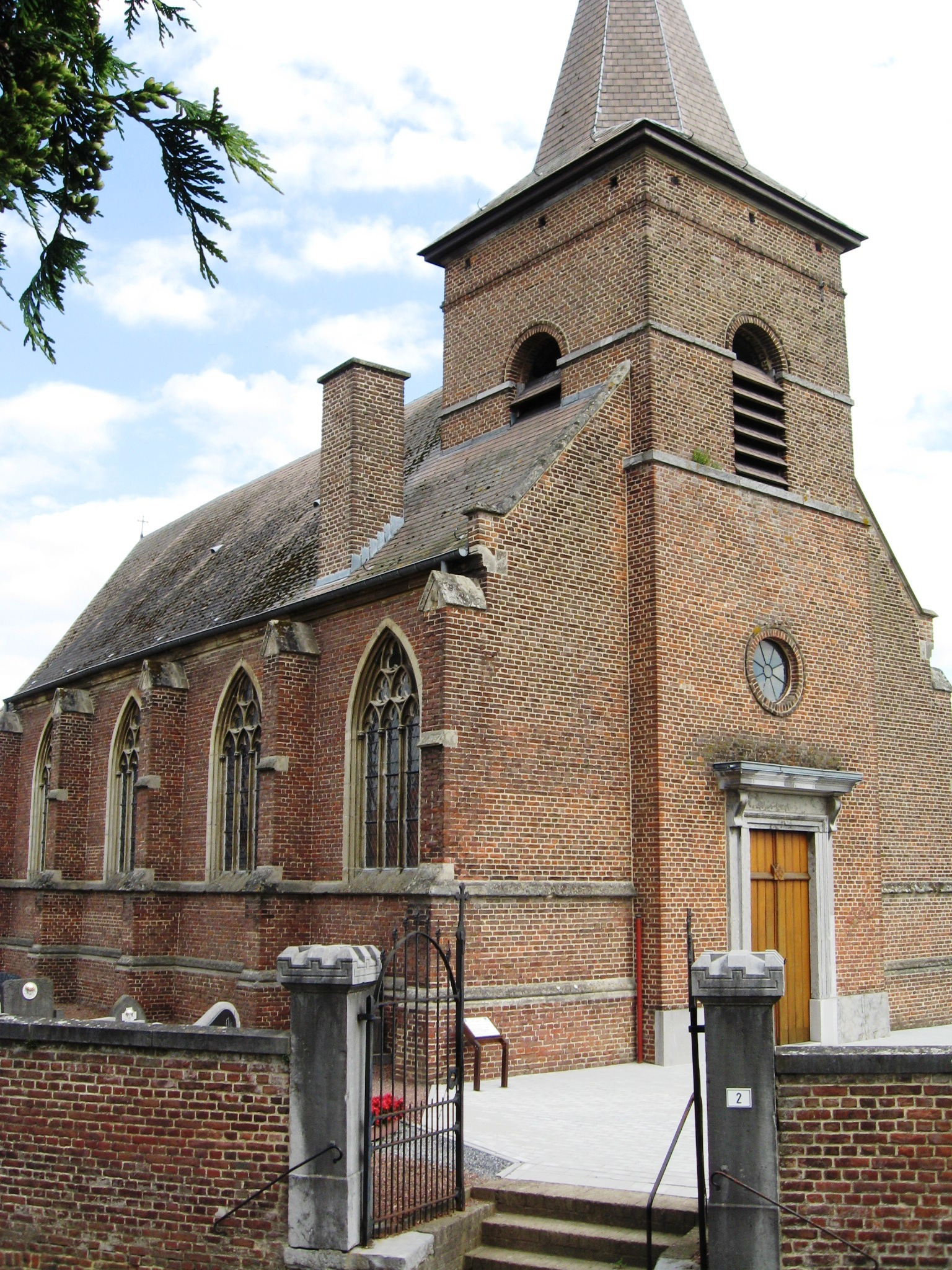
Sint-Agathakerk

De Sint-Agathakerk is de parochiekerk van Berlingen, gelegen aan de Berlingenstraat 2.
De kerk ligt zeer schilderachtig op een terp nabij de Herk, is omringd door een kerkhof en bevindt zich midden in het dorp.

## Geschiedenis
Omstreeks 1300 werd hier een gotische kerk gebouwd. Deze kerk werd van 1797-1799 gesloten, en in 1799 werd het meubilair publiekelijk verkocht. De koper schonk het echter weer terug aan de kerk.
Van 1851-1865 werden het gotische schip en toren vervangen door een neoclassicistisch schip en toren. In 1864 werd het gotische koor hersteld. Van 1980-1984 werd de kerk gerestaureerd.

## Gebouw
De ingebouwde lage bakstenen toren heeft twee geledingen. De bovenste springt iets in. Het geheel wordt gedekt door een ingesnoerde naaldspits.
Het gotische koor is opgetrokken in mergelsteen op een plint van silex.

## Inventaris
Van belang is een gepolychromeerd houten triomfkruis van omstreeks 1535. De preekstoel, uit de 2e helft van de 18e eeuw, is in Lodewijk XIV-stijl, evenals twee zijaltaren. Ook is er een 18e-eeuws schilderij van Carolus Borromeüs die de hulp van Onze-Lieve-Vrouw inroept voor de pestlijders te Milaan. Er zijn ook enkele barokke beelden.
Voorts is er de grafzerk van Gijsbrecht van Heers, uit 1440.